# Zhai Zhigang
Zhai Zhigang (ur. 21 listopada 1966 w Qiqihar w prowincji Heilongjiang) – starszy pułkownik lotnictwa, chiński tajkonauta.

## Kariera astronauty
- 1 stycznia 1998 – został wybrany do pierwszej grupy chińskich astronautów (Chiny grupa 1). Kandydowało do niej ponad 1500 pilotów wojskowych.
- lato 2003 – został jednym z trzech kandydatów do pierwszego chińskiego załogowego lotu w kosmos na pokładzie statku kosmicznego Shenzhou 5.
- 14 października 2003 – podczas posiedzenia komisji państwowej został dublerem dowódcy misji Shenzhou 5, którym był Yang Liwei.
- od czerwca 2005 znajdował się w grupie 6 kandydatów przygotowujących się do lotu na pokładzie statku Shenzhou 6. Razem z nim trenował Wu Jie. Krótko przed zaplanowanym startem zostali wyznaczeni jako trzecia (rezerwowa) załoga misji.
- 2008 – 16 września oficjalnie podano, że znalazł się w składzie pierwszej załogi misji Shenzhou 7[1]. Start statku kosmicznego nastąpił 25 września 2008 o godz. 21:10 czasu chińskiego (13:10 UTC) z kosmodromu Jiuquan w prowincji Gansu[2]. Zhai Zhigang pełnił funkcję dowódcy trzyosobowej załogi, w której znaleźli się również: Liu Boming i Jing Haipeng. 27 września w chińskim skafandrze Feitian przez ponad 20 minut pracował na zewnątrz Shenzhou 7. Asekurował go Liu Boming.

Stowarzyszenie Uczestników Lotów Kosmicznych (Association of Space Explorers) przyznało mu Universal Astronaut Insignia za lot orbitalny (nr 480).

## Wykaz lotów
| Loty kosmiczne, w których uczestniczył Zhai Zhigang                     | Loty kosmiczne, w których uczestniczył Zhai Zhigang | Loty kosmiczne, w których uczestniczył Zhai Zhigang | Loty kosmiczne, w których uczestniczył Zhai Zhigang | Loty kosmiczne, w których uczestniczył Zhai Zhigang | Loty kosmiczne, w których uczestniczył Zhai Zhigang |
| Nr                                                                      | Data startu                                         | Data lądowania                                      | Statek kosmiczny                                    | Funkcja                                             | Czas trwania                                        |
| ----------------------------------------------------------------------- | --------------------------------------------------- | --------------------------------------------------- | --------------------------------------------------- | --------------------------------------------------- | --------------------------------------------------- |
| 1                                                                       | 25 października 2008                                | 28 października 2008                                | Shenzhou 7                                          | Dowódca                                             | 2 dni 20 godzin 27 minut i 35 sekund                |
| Łączny czas spędzony w kosmosie — 2 dni 20 godzin 27 minut i 35 sekund. |                                                     |                                                     |                                                     |                                                     |                                                     |